# Barbara Freitag
Barbara Freitag (1941. november 26. –) brazil-német szociológus. 1948-ban, hétéves korában költözött családjával Brazíliába. Egyetemi tanulmányait Majna-Frankfurtban, majd Berlinben végezte. Férje Sérgio Rouanet diplomata és író, két gyermekük van.

## Könyvei
- Die brasilianische Bildungspolitik: Resultante oder Agens gesellschaftl. Wandlungsprozesse? (Beitrage zur Soziologie und Sozialkunde Lateinamerikas) (1975) ISBN 3-7705-1302-9
- Der Aufbau kindlicher Bewusstseinsstrukturen im gesellschaftlichen Kontext: Eine Untersuchung schulpflichtiger Kinder in Brasilien (Beitrage zur Soziologie ... Sozialkunde Lateinamerikas) (1983) ISBN 3-7705-2190-0
- A Teoria Crítica: Ontem e Hoje (1984) ISBN 85-11-14060-3
- O livro didatico em questao (Colecao Educacao contemporanea) (1989) ISBN 85-249-0166-7
- Itinerarios de Antigona: A questao da moralidade (1992) ISBN 85-308-0184-9
- Dialogando com Jürgen Habermas (2005) ISBN 85-282-0132-5
- Teorias da Cidade (2006) ISBN 85-308-0824-X
- Capitais migrantes e Poderes peregrinos: O caso do Rio de Janeiro (2009) ISBN 978-85-308-0892-1

## Fordítás
- Ez a szócikk részben vagy egészben  a   Barbara Freitag című angol Wikipédia-szócikk fordításán alapul.  Az eredeti cikk szerkesztőit annak laptörténete sorolja fel. Ez a jelzés csupán a megfogalmazás eredetét és a szerzői jogokat jelzi, nem szolgál a cikkben szereplő információk forrásmegjelöléseként.